# أولاد حمامة (بني كيل)
أولاد حمامة هي إحدى مشيخات المملكة المغربية، تتبع جغرافيا لإقليم فكيك وإداريًا لبني كيل. يقدر عدد سكانها بـ 4522 نسمة حسب الإحصاء الرسمي للسكان والسكنى لسنة 2004.